# Capo Mele

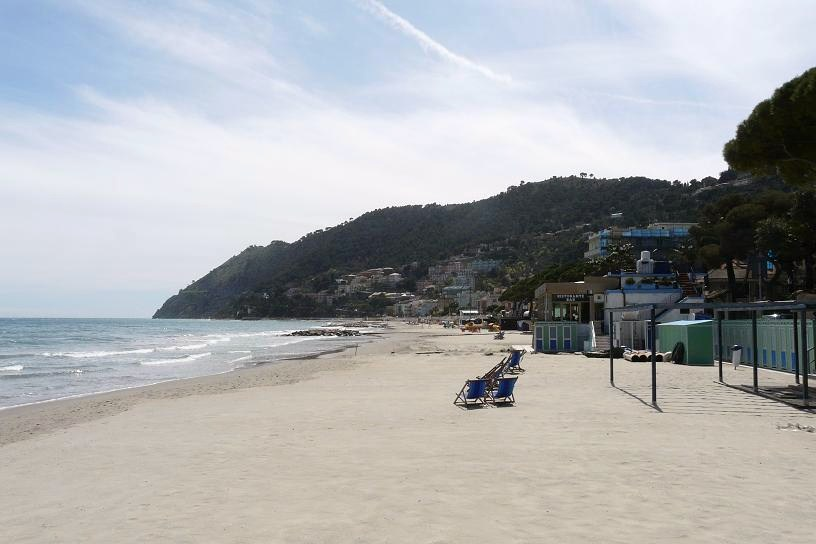
De Capo Mele vanuit het oosten, met het strand van Laigueglia op de voorgrond

De Capo Mele is een heuvel aan de Italiaanse kust van de Ligurische Zee, bekend als derde beklimming in de klassieker Primavera of Milaan-San Remo, op circa 50 km voor de aankomst.  De Capo Mele ligt op de grens van de gemeenten Andora en Laigueglia in Savona.  Op de heuvel bevinden zich een meteorologisch station en een vuurtoren, de Faro di Capo Mele.
De heuvel speelt een rol in de finale van de wielerwedstrijd, als eerste van de Tre Capi.  Na de Capo Mele volgen de Capo Cervo en de Capo Berta.  De Capo Mele is hiervan de steilste, met een gemiddelde hellingsgraad van 8,1%. 
In Milaan-San Remo sneuvelde in 2001 hier de voorsprong van Serhij Matvjejev.
Passo del Turchino · Le Manie · Capo Mele · Capo Cervo · Capo Berta · Cipressa · Poggio di San Remo